# Urban VIII.

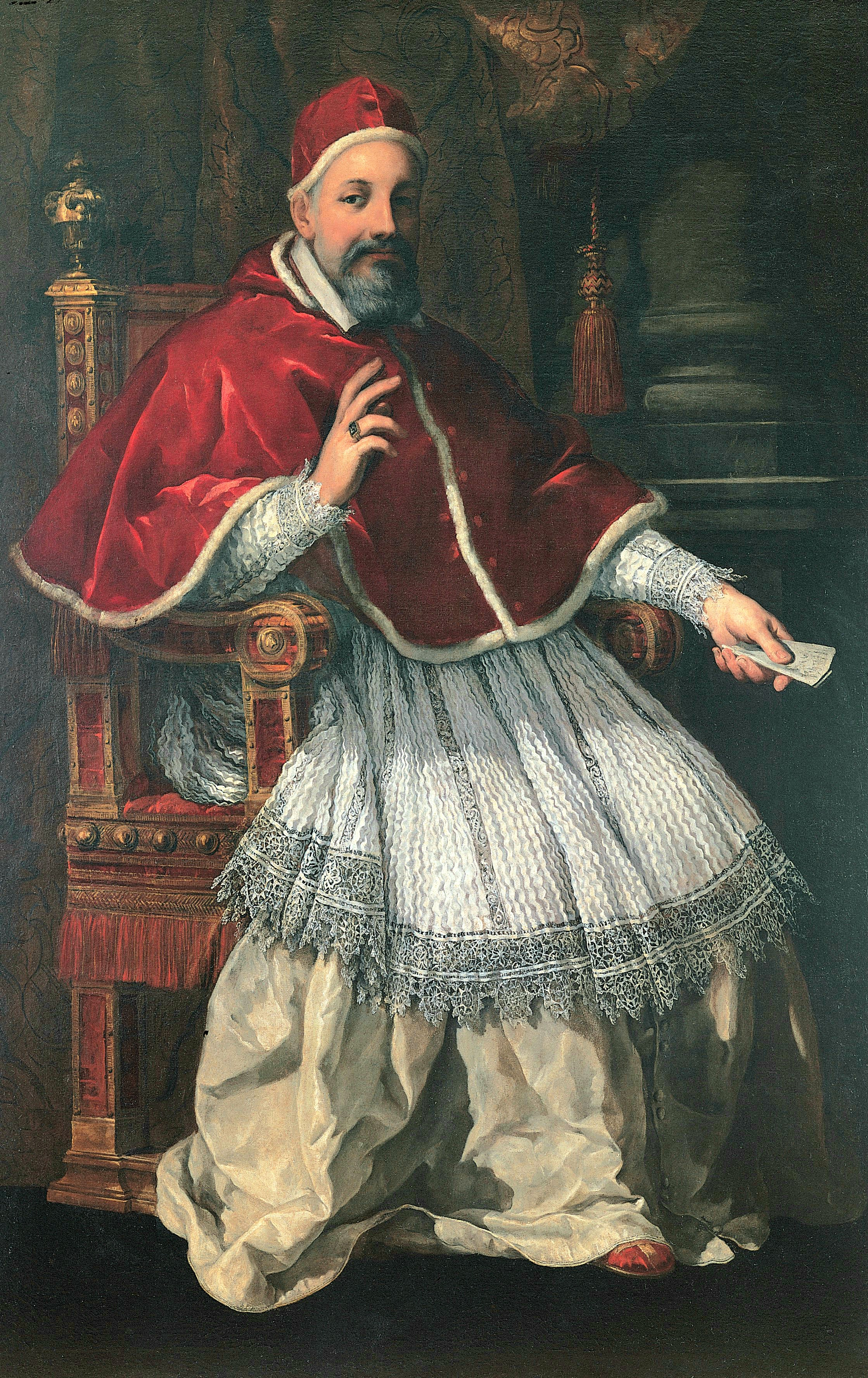
Urban VIII. (von Pietro da Cortona, 1627)

Urban VIII. (* 5. April 1568 als Maffeo Barberini in Barberino Val d’Elsa; † 29. Juli 1644 in Rom) war von 1623 bis 1644 Papst der katholischen Kirche.

## Herkunft
Maffeo Barberini wird in Barberino Val d’Elsa im Haus „Tafania“ geboren. Er entstammt einer einflussreichen Florentiner Kaufmannsfamilie und studierte bei den Jesuiten in Rom. Im Jahr 1589 promovierte er in Pisa zum Dr. jur. und schlug bald darauf eine Laufbahn in der römischen Kurie ein.

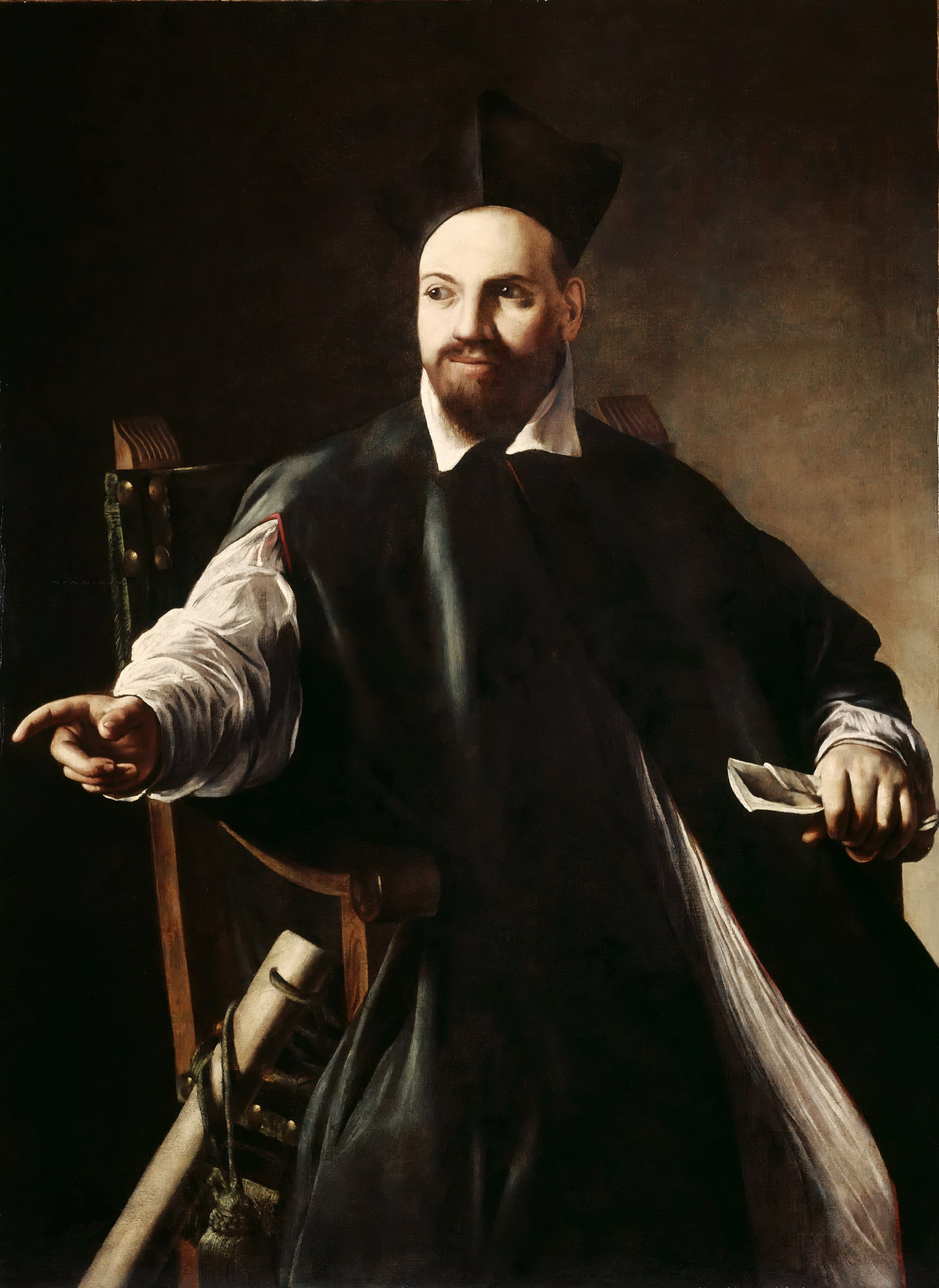
Maffeo Barberini (von Caravaggio, 1598)

## Kirchliche Laufbahn
1601 wurde er als außerordentlicher Gesandter nach Paris an den Hof von König Heinrich IV. beordert. Im Jahr 1604 ernannte ihn Papst Clemens VIII. zum Titularerzbischof von Nazareth und zum päpstlichen Nuntius in Frankreich.
Zwei Jahre später, am 11. September 1606, ernannte ihn Papst Paul V. zum Kardinal der Titelkirche San Pietro in Montorio. Wieder zwei Jahre später ernannte ihn der Papst zum Bischof von Spoleto, 1611 zum päpstlichen Legaten in Bologna und im Jahr 1617 zum Präfekten der Signatura. Seit seiner Kreierung zum Kardinal pflegte er eine freundschaftliche Beziehung zu Galileo Galilei.

## Pontifikat

Papstwappen Urbans VIII.

Am 6. August 1623 wurde er vom Konklave zum neuen Papst gewählt. Er pflegte alle Staatsgeschäfte mit diplomatischem Geschick selbst zu führen, ohne den Rat der Kardinäle zu achten. Urban VIII. gilt als ein klassisches Beispiel für einen nepotistischen Papst. Kardinal Lorenzo Magalotti, der während seines Pontifikats innerhalb der Kurie wichtige Ämter wahrnahm, war mit ihm verschwägert. Als Kardinalnepot diente Urbans VIII. Neffe Francesco Barberini. Auch dessen jüngeren Bruder Antonio Barberini ernannte er ebenso wie seinen Bruder Antonio Barberini den Älteren zum Kardinal. Historiker weisen jedoch darauf hin, dass ein Papst der frühen Neuzeit darauf angewiesen war, sich mit engen Verwandten oder anderweitig ihm nahestehenden Personen zu umgeben, um seine Politik durchsetzen zu können. Auch Urban VIII. hat sich diesen Zwängen gebeugt und drei seiner ihm langjährig dienenden Begleiter in den Kardinalsstand erhoben. Es sind dies Angelo Giori, der einst Hauslehrer der Familie Barberini war, sowie der maggiordomo Fausto Poli und Francesco Adriano Ceva.

### Bautätigkeit

Wappen von Papst Urban VIII. mit den drei Bienen

Urban VIII. verwandte große Summen für bauliche Maßnahmen in Rom, wovon heute noch das allgegenwärtige Wappen mit den Arbeit, Sparsamkeit und Süße symbolisierenden drei Bienen zeugt. Am 18. November 1626 weihte er nach 120 Jahren Bauzeit den Petersdom ein.
Er förderte Bernini, bei dem er schon als Kardinal 1617 die Statue Knabe mit Drache (heute im Getty Museum) in Auftrag gegeben hatte. Dass er für dessen Altarbaldachin über dem Grab des Petrus die noch vorhandene Bronzeverkleidung vom Pantheon entfernen und einschmelzen ließ, ist eine von ihm selbst lancierte Legende, um aufkommende Kritik abzufangen; vielmehr wurde die Bronze für Kanonen verwendet. Bernini arbeitete in seinem Auftrag auch am Palazzo Barberini, an der Nordfassade des Palazzo di Propaganda Fide und am Tritonenbrunnen auf der Piazza Barberini. Er schuf sowohl vom Papst als auch von dessen Brüdern Carlo und Antonio Statuen und porträtierte Urban VIII. Dieser und seine Nepoten erteilten außerdem Malern wie Nicolas Poussin und Claude Lorrain Aufträge. Pietro da Cortona schuf 1627 nicht nur ein Porträt des Papstes, sondern 1633–36 auch das monumentale Deckengemälde Allegorie der himmlischen Vorsehung (auch Macht der Barberini genannt) im großen Saal des Palazzo Barberini.
Auf antike Baudenkmäler nahm Urban VIII. bei seinen modernisierenden Baumaßnahmen allerdings keinerlei Rücksicht. So gab er das Kolosseum in Rom als Steinbruch frei, so dass noch heute in Rom das lateinische Sprichwort umgeht: „Quod non fecerunt Barbari, fecerunt Barberini“ – „Was die Barbaren nicht schafften, schafften die Barberini“. Er ließ die Engelsburg verstärken und mit modernen Kanonen ausrüsten. Das südöstlich von Rom gelegene Castel Gandolfo baute er zu seiner Sommerresidenz aus.

### Kirchenpolitik
Im Jahr 1625 schuf Urban VIII. eine erste kirchenrechtliche Regelung, die Bestimmungen zum Verfahren der Selig- und Heiligsprechungsprozesse enthielt. Er gründete 1627 das Collegium Urbanum und richtete die päpstliche Druckerei ein. Urban VIII. bestätigte in seinem Pontifikat mehrere geistliche Orden und setzte die auf den Beschlüssen des Konzils von Trient beruhenden Regelungen für die Residenzpflicht der Bischöfe durch.
Im Jahr 1628 erließ er das Verbot, den Heiligen Geist in Menschenform abzubilden. Papst Benedikt XIV. verfügte in 1745, dass der Heilige Geist ausschließlich als Taube dargestellt werden solle.
Obwohl an der Spitze der Kirchenhierarchie stehend, gelang es ihm nicht, der Inquisition Einhalt zu gebieten – so fallen der Prozess und die Verurteilung Galileo Galileis in sein Pontifikat. Urban VIII., der sich als Förderer der Künste und Wissenschaften betätigt hatte, bewunderte den Forscher Galileo, war jedoch auf Drängen der Inquisition gezwungen, mit diesem zu brechen. Es ist jedoch sehr wahrscheinlich, dass Urban VIII. seinen Jugend- und Studienfreund durch den erzwungenen Widerruf seiner Lehren vor dem Tod auf dem Scheiterhaufen bewahrt hat. Mit dem Fall Galilei wurde während des Pontifikats Urbans VIII. der Konflikt zwischen kirchlichem Autoritätsanspruch und freier Wissenschaft zum ersten Mal über die Kirche hinaus ins gesellschaftliche Bewusstsein gehoben.
Mehrfach zwischen 1624 und 1634 empfing Urban zu Audienzen die englische Adelige Maria Ward, die von ihm die Bestätigung zur Gründung eines an den Konstitutionen der Jesuiten orientierten weiblichen Ordens erwartete, der die institutionelle Basis für ihre zahlreichen, bereits existenten Institute zur Ausbildung von Mädchen und jungen Frauen bilden sollte. Da Maria Ward die kirchlichen Klausurregelungen nicht anerkennen wollte, wurde ihr Ansinnen zu ihren Lebzeiten abgelehnt.
Als theologie- und kirchengeschichtlich bedeutsam erwies sich, dass Urban VIII. mit der Bulle „In eminenti“ 1643 die erste päpstliche Verurteilung des Jansenismus veröffentlichte und damit einen langanhaltenden Konflikt auslöste.

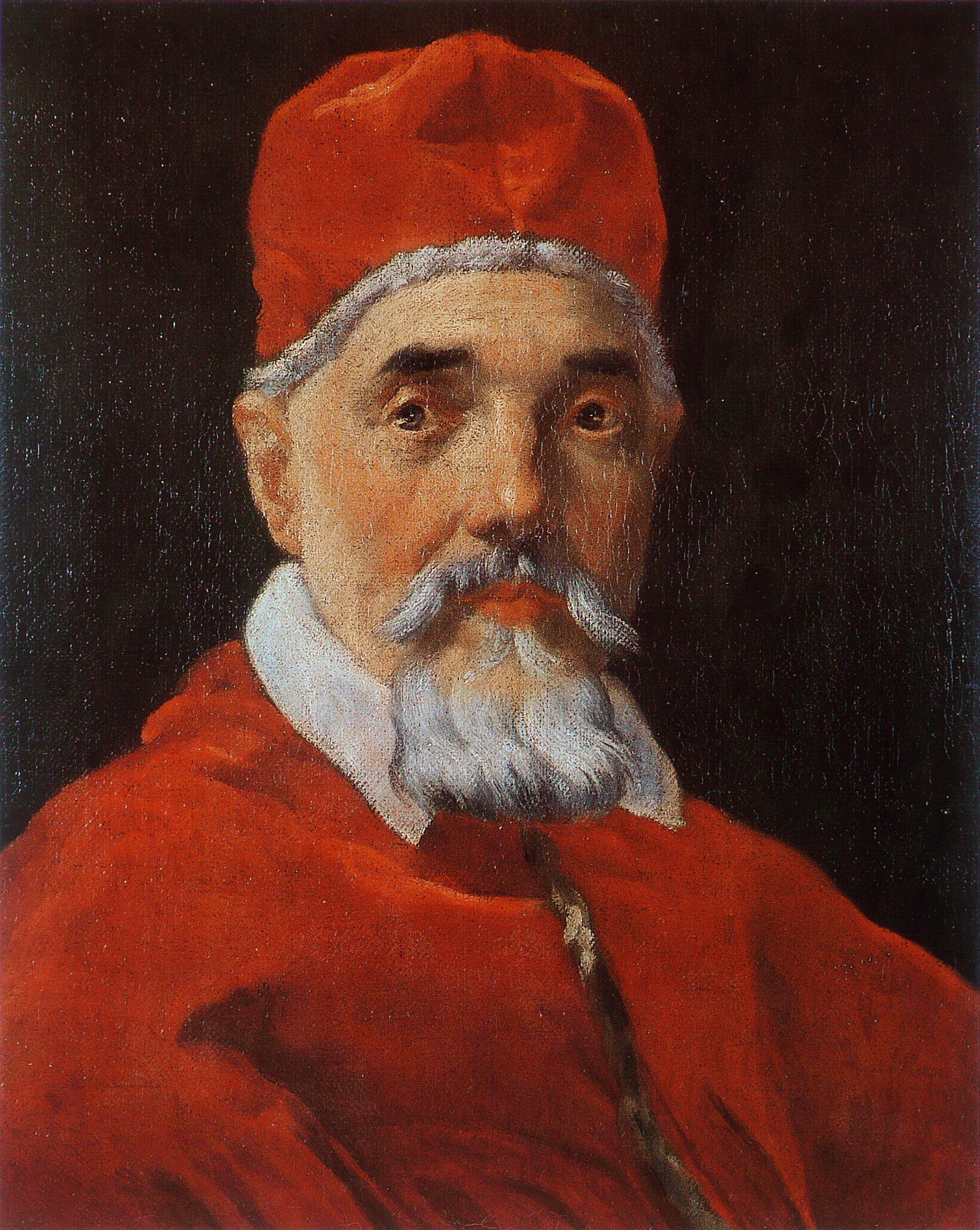
Urban VIII. (von Bernini, 1632)

Auffallend zurückhaltend agierte der Barberini-Papst im Dreißigjährigen Krieg, der in sein Pontifikat fiel. Im Gegensatz zu seinem Vorgänger Papst Gregor XV. gewährte er Kaiser Ferdinand II. keine Gelder mehr, obwohl dieser nicht nur in den habsburgischen Erblanden mit aller Schärfe die Gegenreformation durchführte, sondern durch das Restitutionsedikt auch den – infolge protestantischer Säkularisation – verlorenen Kirchenbesitz einschließlich vieler Fürstbistümer und Klöster an die katholische Kirche zurückgab. Urbans Sympathien waren auf der Seite Frankreichs, weil er eine Umklammerung des Kirchenstaates durch die Habsburger befürchtete, die den Süden der Italienischen Halbinsel (Königreiche Neapel und Sizilien) und jenseits der Alpen weite Teile Mittel- und Osteuropas beherrschten, dazu Spanien und die spanischen Niederlande, und die er keinesfalls auch noch in Norditalien Fuß fassen sehen wollte. Im Mantuanischen Erbfolgekrieg unterstützte er daher den französischen Kandidaten gegen den spanisch-habsburgischen.
Doch als „Vater der Christen“, wie er sich selbst sah, versuchte er sich ansonsten in den europäischen Konflikten so weit wie möglich neutral zu verhalten. Er ergriff aber keine wirksamen Maßnahmen gegen die Machtpolitik des französischen Kardinals und Ersten Ministers Richelieu. Einzig das Bündnis Frankreichs mit der protestantischen Führungsmacht Schweden 1631 versuchte er offen zu verhindern.
Als am 20. Mai 1631 die Truppen der katholischen Liga mit 26.800 Soldaten unter den Feldherren Pappenheim und Tilly die Stadt Magdeburg stürmten, wurden alle Einwohner, ohne Ausnahme des Geschlechts, für vogelfrei erklärt. Es kam zu tagelangen Raubzügen, Vergewaltigungen und Ermordungen, bei denen mehr als 20.000 Bürger getötet wurden. In ganz Europa war man über dieses Massaker entsetzt und es gilt als das größte und schlimmste während des Dreißigjährigen Krieges. Es hieß, die Taten und der Schrecken seien in ihrer Entsetzlichkeit „nicht in Worte zu fassen und nicht mit Tränen zu beweinen“. Papst Urban VIII. hingegen verfasste am 24. Juni 1631 ein Schreiben, in dem er seine Freude über die „Vernichtung des Ketzernestes“ zum Ausdruck brachte.
Durch seine Verschwendungssucht vergrößerte sich das Defizit des Kirchenstaats von 16 Millionen Scudi zur Zeit seines Amtsantritts auf 35 Millionen im Jahr 1640. Daher planten im Jahre 1636 Mitglieder der spanischen Fraktion des Kardinalskollegiums seine Absetzung, womöglich gar Ermordung, um Laudivio Zacchia als Nachfolger zu wählen. Als Urban nach Castel Gandolfo abgereist war, fanden in Rom konspirative Treffen statt. Nachdem ihm diese jedoch verraten worden waren, kehrte er unverzüglich zurück, berief ein Konsistorium ein und verlangte Erklärungen; anschließend wies er sämtliche Kardinäle aus Rom aus.

## Tod

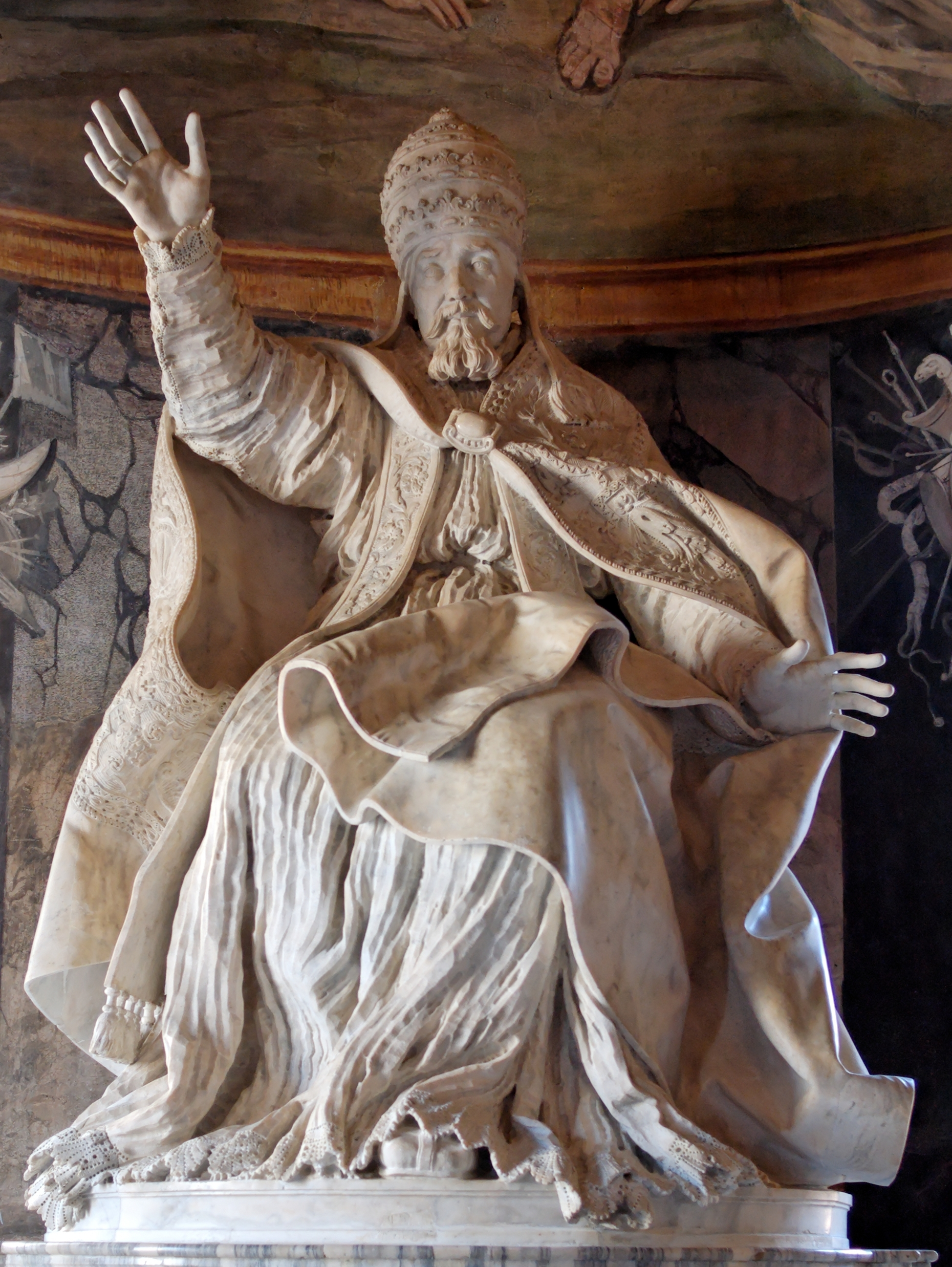
Statue von Bernini (1635–40)

Das römische Volk, das unter den schwelgerischen Extravaganzen Urbans VIII. zu leiden hatte, soll bei der Nachricht von seinem Tod am 29. Juli 1644 in stürmischen Jubel ausgebrochen sein. Beigesetzt wurde er in einem prachtvollen Grabmal in St. Peter unmittelbar rechts von der Cathedra Petri, welches zu den Meisterwerken Berninis zählt. Sein Nachfolger Innozenz X. zog die Nepoten Urbans VIII. zur Rechenschaft, doch diese flohen nach Frankreich zu Kardinal Mazarin, auf dessen Einwirken hin der Prozess 1646 niedergeschlagen wurde.

## Textausgaben und Übersetzungen
- Jolanta Wiendlocha (Hrsg.): Die Jugendgedichte Papst Urbans VIII. (1623–1644). Erstedition, Übersetzung, Kommentar und Nachwort. Winter, Heidelberg 2005, ISBN 3-8253-1687-4 (kritische Ausgabe der lateinischen Gedichte)